# Pascal Bührer
Pascal Helm (geboren Bührer) (* 1. Oktober 1995 in Emmendingen) ist ein deutscher Handballspieler.

## Karriere

### Verein
Pascal Bührer begann seine Karriere als Jugendspieler bei der SG Köndringen/Teningen. Den größten Erfolg als Jugendspieler gelang ihm in der Saison 2011/12, als er sich für die A-Jugend Bundesliga qualifizierte und die Klasse in dieser Saison auch halten konnte. In beiden Spielzeiten wurde er Torschützenkönig.
Von der Saison 2013/14 bis zur Saison 2016/17 spielte Bührer für die erste Mannschaft der SG Köndringen/Teningen in der 3. Liga Süd und wurde in seiner letzten Saison als erfolgreichster Torschütze Torschützenkönig.
Zum 1. Juli 2017 wechselte Bührer zum Aufsteiger TSG Friesenheim, deren erste Männermannschaft der Handballabteilung sich seit der Saison 2017/18 "Die Eulen Ludwigshafen" nennen, in die Handball-Bundesliga und erhielt einen Zweijahresvertrag. 2021 trat er mit Friesenheim den Gang in die Zweitklassigkeit an. 2021 verlängerte er wiederum für zwei Jahre bis 2023.
Zur Saison 2023/24 kehrte Bührer zu seinem Heimatverein der SG Köndringen/Teningen zurück und erhält dort wieder seine bis dato nicht mehr vergebene Trikotnummer 24.

## Privat
Pascal Bührer ist der Sohn von Peter Bührer dem 1986 mit der SG Köndringen/Teningen der Aufstieg in die 2. Bundesliga Süd gelang. Sein Bruder Maurice Bührer ist ebenfalls Handballspieler und spielt in der 3. Liga bei der SG Köndringen/Teningen und sein Cousin Oliver Bührer beim Landesligisten TB Kenzingen.
Pascal Bührer wohnt in Ludwigshafen und studiert an der Uni Heidelberg Sport und Bildungswissenschaften.